# イチヨウ
イチヨウ（一葉、学名: Cerasus Sato-zakura Group ‘Hisakura’、シノニム：Cerasus serrulata ‘Hisakura’）は、バラ科サクラ属のサクラ。オオシマザクラを基に生まれた栽培品種のサトザクラ群のサクラで日本原産のヤエザクラ。イチヨウザクラと呼ばれることもある。

## 特徴

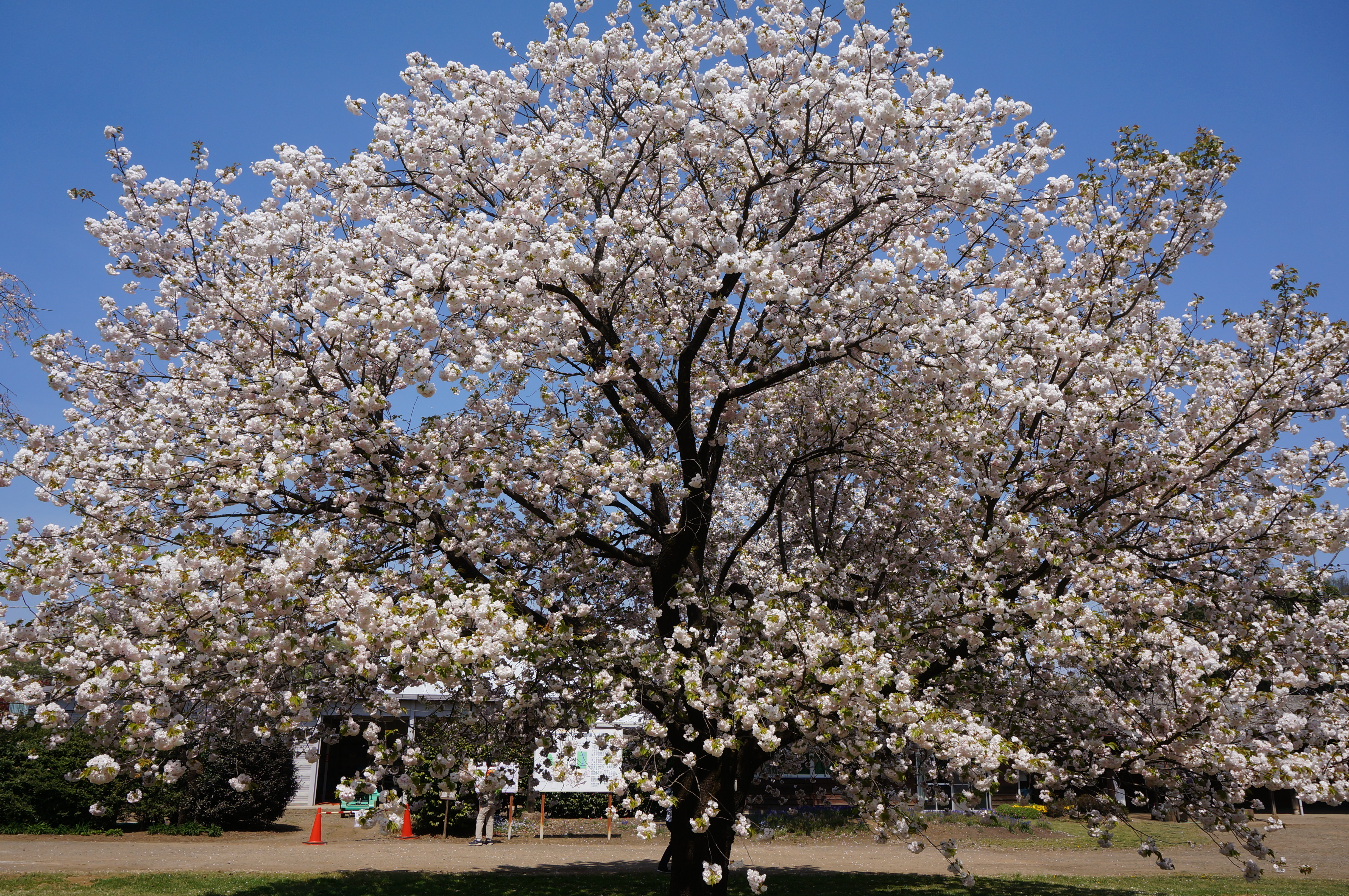
日本花の会 結城農場 桜見本園にて

江戸時代以前からある栽培品種で荒川堤で栽培されていたサトザクラの一つ。樹高は高木、樹形は広卵状。樹皮が縦に裂ける特徴がある。八重咲きで大きい物では5cm以上の大輪の花を咲かせ、花弁の色は淡紅色。花弁の内側が白いため開花が進むと白色に見えるようになる。東京の花期は4月中旬。花の中心部の1本（稀に2本）の雌しべは正常な柱頭と花柱ではなく細い葉のように葉化しておりイチヨウ（一葉）の名の由来となっている。このように葉化した雌しべを持つ似た品種にフゲンゾウとショウゲツがあるが、いずれも生殖能力を失っており結実できないため接ぎ木や挿し木でないと繁殖ができない。見分け方は、イチヨウは葉化雌しべが1本で萼の部分がぎざぎざした鋸刃状になっていないこと、フゲンゾウは葉化雌しべが2本で、若葉が赤みを帯びていて花と同時に展開すること、ショウゲツは葉化雌しべが1本のものと2本のものがまちまちであるが、花期が遅いことや樹高が大きくならないこと、若葉が黄緑色で花より遅れて展開することから見分けることができる。葉は普通の桜と同じように楕円形で端がぎざぎざしている。秋には紅葉する。
新宿御苑がイチヨウの名所として有名であり、同苑では桜の代表品種として位置付けている。